# Guayota

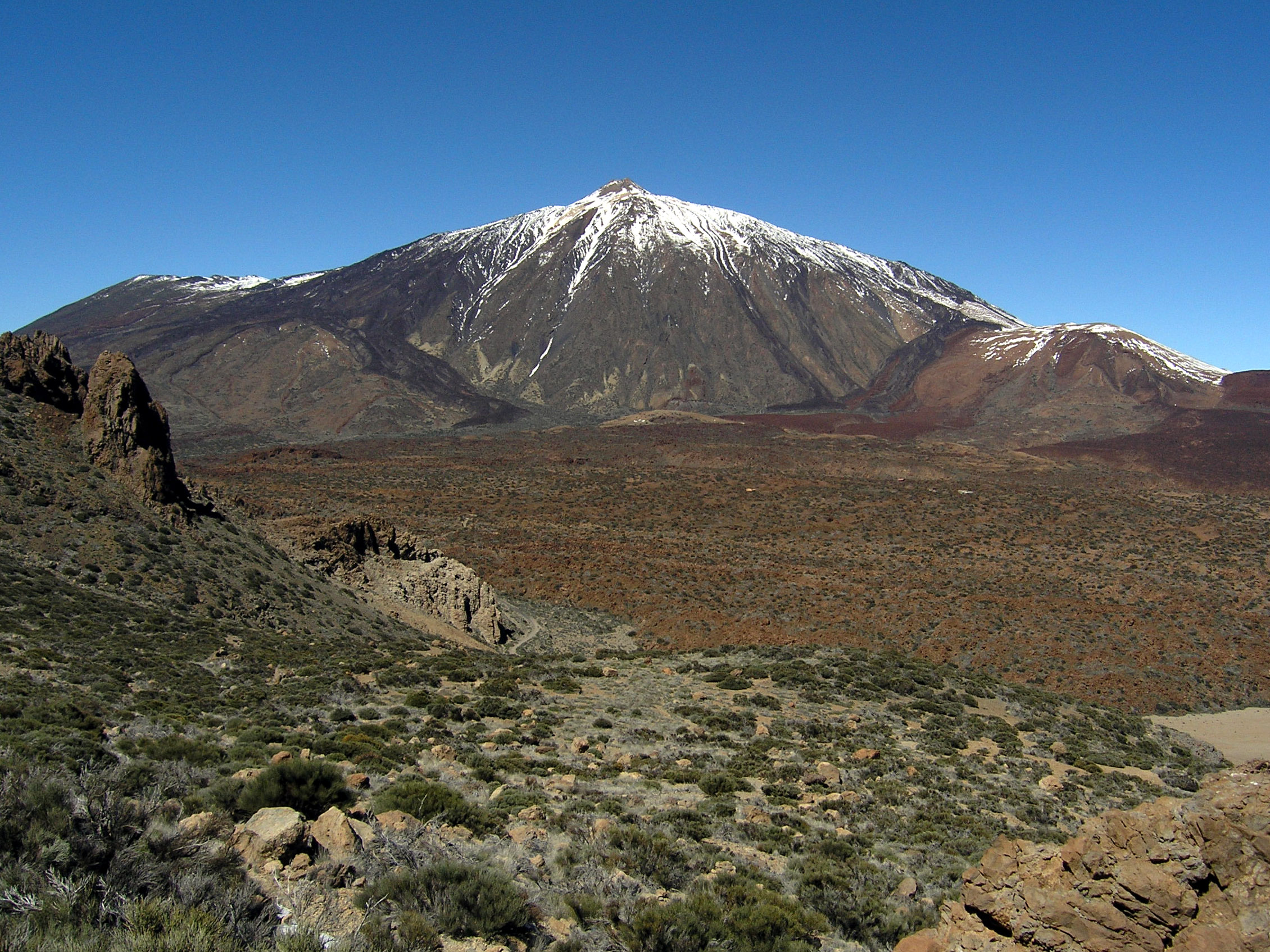
Teide (Tenerife)

Guayota est une divinité maléfique en forme de chien de la culture guanche de Tenerife dans les îles Canaries, ennemie d'Achamán, le principal dieu du panthéon. Il a été assimilé à un démon/diable par les Castillans après la conquête des îles Canaries.
Selon la légende, Guayota avait enlevé Magec (dieu du soleil) et l'avait enfermé à l'intérieur du pic du Teide, à Tenerife. Achamán l'aurait sauvé et aurait enfermé à la place Guayota à l'intérieur du volcan. Depuis lors, le pic du Teide est la demeure de Guayota.